# Campylobacter
Campylobacter je rod termofilních, podmíněně patogenních bakterií. Mají velmi široké hostitelské spektrum. Vyskytují se v trávicím traktu člověka i téměř u všech domácích a u velkého počtu divoce žijících zvířat. Pro dospělou drůbež jsou většinou nepatogenní, přesto je drůbež považována za primárního rezervoárového hostitele. U člověka jsou patogenní invazivní kmeny kampylobakterů příčinou alimentární intoxikace, projevující se jako střevní infekce připomínající salmonelózu. Přenášejí se nepřímo kontaminovanými potravinami a vodou i přímo kontaktem. Na vzniku kampylobakteriózy se také podílí nedostatečná hygiena při ošetřování, chlazení a zpracovávání masa v domácnostech. Kampylobaktery přežívají na potravinách skladovaných v chladničkách, částečně mohou přežít i mražení. Jsou inaktivovány teplotou nad 48 °C, takže pasterizaci nebo vaření v kuchyni je inaktivuje. Při manipulaci se syrovým masem je nutné dodržovat základní hygienická pravidla.
Rod Campylobacter zahrnuje aerobní až mikroaerofilní pohyblivé gramnegativní bakterie. Nejznámější z rodu jsou druhy Campylobacter jejuni, C. coli a C. lari, které na základě genetické analýzy 16S ribozomální RNA tvoří homologní skupinu, dále C. fetus a C. pylori (dnes označovaný jako Helicobacter pylori).

## Morfologie
Jsou to spirální, tenké nebo jen zakřivené G- tyčky široké 0,2-0,8 µm a dlouhé 0,5-6,0 µm. Za nevýhodných podmínek přecházejí v kokovité útvary. Jsou pohyblivé polárně umístěnými bičíky. Tvar bakteriální buňky a pohyblivost usnadňují průnik vrstvou hlenu ve střevu hostitele.

## Kultivace
Termofilní kampylobaktery vyžadují speciální kultivační podmínky. Rostou v mikroaerofilním prostředí (snížená tenze kyslíku, zvýšený obsah CO2 a dostatečná vlhkost) na krevním agaru nebo na komerčně připravovaných selektivních kultivačních půdách s přídavkem antimikrobiálních látek. Během 48-96 hod inkubace při teplotě 42-43 °C vznikají mukoidní kolonie s plazivým růstem. Na krevním agaru nehemolyzuje.

## Biochemické vlastnosti
Metabolismus je respiratorního typu, tvoří oxidázu a katalázu, redukují selenit. Nefermentují ani neoxidují cukry, jsou indol negativní. Energii získávají degradací aminokyselin. Diferenciace C. jejuni, C. coli a C. lari je založena na citlivosti ke kyselině nalidixové a hydrolýze hippurátu. Pro jejich bližší biotypizaci se navíc využívá hydrolýza DNA a produkce sirovodíku. Mnoho kmenů Campylobacter spp. produkuje beta-laktamázu.

## Antigenní vlastnosti a patogenita
V membráně bakterií je lokalizován antigen proteinový a lipopolysacharidový. Podle lipopolysacharidového antigenu se rozlišuje 65 sérotypů. Virulentní izoláty jsou invazivní a produkují cytotoxiny anebo enterotoxiny podobné cholerovému toxinu.

## Odolnost v prostředí
Kampylobaktery jsou extrémně citlivé na vyschnutí, jsou ale schopné delší dobu přežívat v povrchových vodách, trusu a podestýlce. Infekčnost si zachovávají ve vodě po 4 týdny při 4 °C, v mléce 3 týdny při 4 °C a po 24 hod při 25 °C. V trusu zůstávají životné po 3 týdny při 4 °C. Při teplotě minus 9 nebo –12 °C perzistují na povrchu opracovaných kuřat 10 dní a po 182 dní při teplotě –20 °C. Lyofilizovaná kultura přežívá po mnoho roků. Ozáření kobaltem je spolehlivě ničí. Jsou citlivé na většinu komerčně používaných dezinfekčních prostředků; přítomnost biologického materiálu ale snižuje jejich účinnost.
| Druh      | Růst při teplotě °C | Citlivost ke kys. nalidixové | Produkce sirovodíku | Hydrolýza hippurátu |
| --------- | ------------------- | ---------------------------- | ------------------- | ------------------- |
| C. fetus  | 25                  | rezistentní                  | negativní           | negativní           |
| C. coli   | 25 i 42             | senzitivní                   | negativní           | negativní           |
| C. jejuni | 42                  | senzitivní                   | dubiózní            | pozitivní           |
| C. lari   | 42                  | rezistentní                  | pozitivní           | negativní           |

## Antimikrobiální látky
Citlivost k antibiotikům je různá. Mnoho kmenů kampylobakterů je rezistentních na tetracykliny (až 26 % kuřecích izolátů), kanamycin, erytromycin, penicilin, ciprofloxacin aj. Rychle vzniká rezistence k fluorochinolonům. Furazolidon je účinný. Časté používání antibiotik v chovech představuje velké nebezpečí vzniku rezistentních kmenů kampylobakterů s následnými problémy při léčbě lidí.